# Tito Aurélio Quieto
Tito Aurélio Quieto (em latim: Titus Aurelius Quietus) foi um senador da gente Valéria nomeado cônsul sufecto para o nundínio de setembro a outubro de 82 com Marco Lárcio Magno Pompeu Silão. Antes de seu consulado, foi legado imperial propretor da Lícia e Panfília.